# Варано-де-Мелегари
Варано-де-Мелегари (итал. Varano de' Melegari) — коммуна в Италии, расположена в области Эмилия-Романья, подчиняется административному центру Парма.
Население коммуны, на 01.01.2024 года, составляет 2567 человек, плотность населения — 39,51 чел./км². Коммуна занимает площадь 64,97 км². 
Почтовый индекс — 43040. Телефонный код — 0525.
Покровителем коммуны почитается святитель Мартин Турский.

## Демография
Динамика населения:

## Администрация коммуны
- Официальный сайт: http://www.comune.varano-demelegari.pr.it/